# Museo Nacional de Ghana
El Museo Nacional de Ghana (en inglés: National Museum of Ghana) se encuentra en la capital de Ghana, la ciudad de Acra. Es el mayor y más antiguo de los seis museos bajo la administración de la Junta de museos y monumentos de Ghana (GMMB por sus siglas en inglés).
El edificio del museo fue inaugurado el 5 de marzo de 1957 como parte de las celebraciones de la independencia de Ghana. La inauguración oficial se llevó a cabo por la Duquesa de Kent, la princesa Marina. El Primer director del Museo fue A.W. Lawrence.